# Dinklage
Dinklage là một thị xã ở the huyện Vechta, trong bang Niedersachsen, nước Đức. Đô thị Dinklage có diện tích km². Đô thị này có cự ly khoảng 13 km về phía tây nam của Vechta, và 45 km về phía bắc của Osnabrück.
Lâu đài Dinklage đã được cho xây bởi các công tước Dersagau của Calvelage khoảng vào năm 980.